# Domenico Lalli
Nicolò Sebastiano Biancardi dit (Benedetto) Domenico Lalli (Naples, 27 mars 1679 -  Venise, 9 octobre 1741) est un poète italien, librettiste d'opéras.

## Sa vie
Biancardi était employé à Naples par la confrérie de l'Annunziata. En 1706, il fut convaincu d'en avoir détourné les fonds et s'enfuit à Rome. Il y fit la connaissance du compositeur Emanuele d'Astorga en compagnie duquel, finalement, il parcourut l'Italie. En 1709, il prit le pseudonyme de Domenico Lalli. De 1710 à 1718 il écrivit des livrets d'opéras pour le théâtre vénitien de San Cassiano, qui furent mis en musique par les plus célèbres compositeurs. À partir de 1719 il exerça les fonctions d'impresario (directeur) des théâtres de San Samuele et San Giovanni Grisostomo. Il fut ensuite, au début des années 1720, au service du Prince-Archevêque de Salzbourg, Franz Anton von Harrach, puis de 1727 à 1740 à celui de l'empereur Charles VII. Pendant cette dernière période, il fit connaissance avec Métastase et Goldoni. Ce dernier vantait souvent son « génie poétique ».

## Style
À l'exception notable d'Elisa (1711), premier opéra comique représenté à Venise, la plupart des œuvres de Lalli ressortissent du style de l'opera seria.

## Œuvres (sélection)
- L’amor tirannico (1710), mis en musique notamment par Gasparini et Haendel (sous le titre de Radamisto)
- Ottone in villa (1713), mis en musique par Vivaldi
- Il Tigrane (1715), mis en musique par Scarlatti et Albinoni (sous le titre L’amor di figlio non conosciuto)
- Arsilda, regina di Ponto (1716), mis en musique par Vivaldi
- Il Cambise (1719), mis en musique par Scarlatti
- Gli eccessi dell’infedeltà (1720), mis en musique par Caldara
- Gli eccessi della gelosia (1722), mis en musique par Albinoni
- Damiro e Pitia (1724), mis en musique par Porpora
- La Sena festeggiante (1726 ?), sérénade mise en musique par Vivaldi